# Usbekistans flag
Usbekistans Nationaflag består af 5 horisontale linjer. Farverne er de traditionelle muhamedanske. Den blå farve står for vandet og himlen. Den hvide farve symboliserer fred. Den grønne farve er et symbol på landets natur, og de røde striber er livskraften i det usbekiske folk. Halvmånen står for islam, landets hovedreligion, og de 12 stjerner symboliserer både de tolv principper ved dannelsen af den usbekistanske stat, og årets tolv måneder.
Flaget blev taget i brug den 18. november 1991. Forholdet er 1:2.
- Wikimedia Commons har flere filer relateret til Usbekistans flag

| Flag | Spire Denne artikel om flag eller vexillologi er en spire som bør udbygges. Du er velkommen til at hjælpe Wikipedia ved at udvide den. |